# Margot Kidder

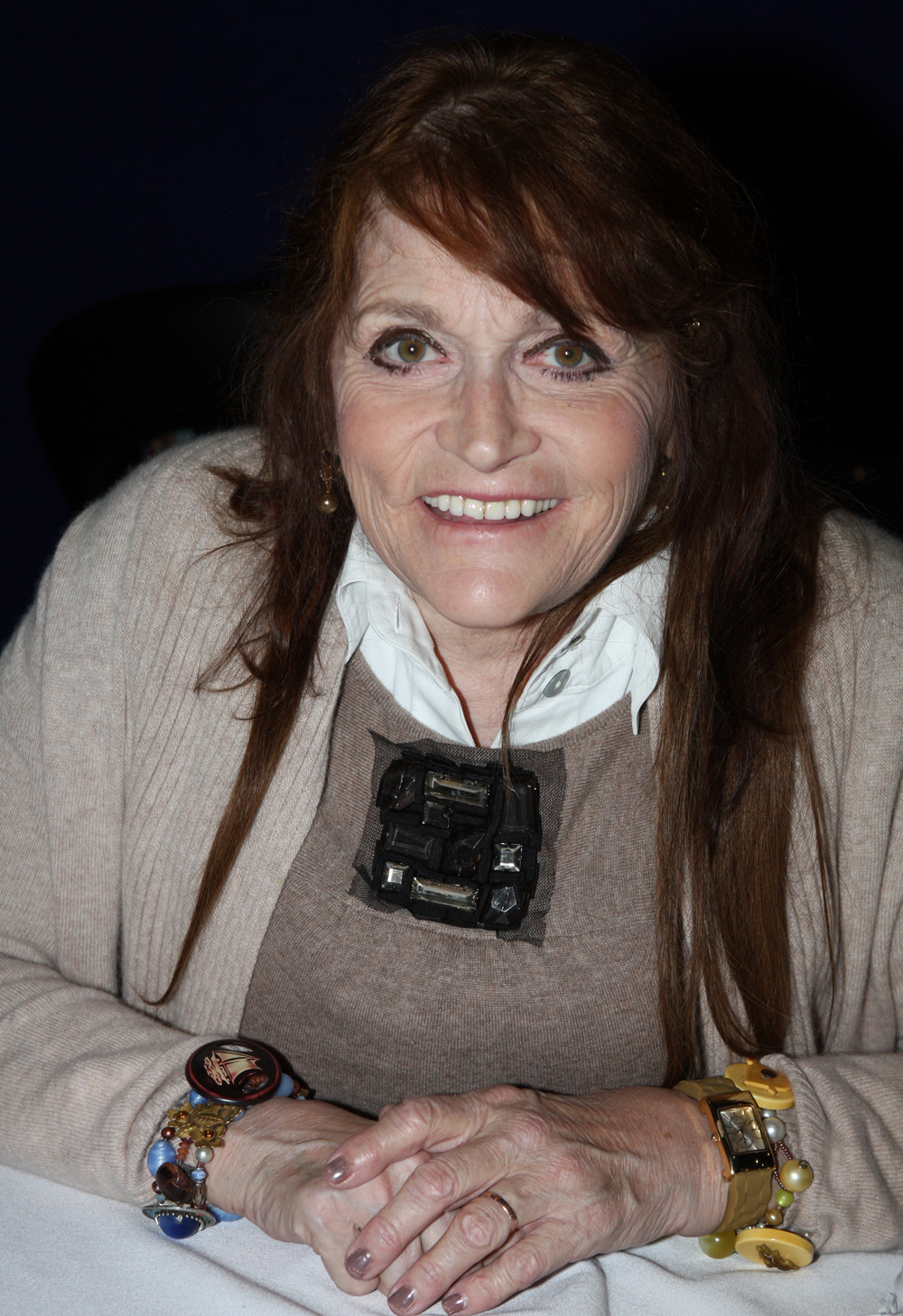
Margot Kidder (2013)

Margaret Ruth „Margot“ Kidder (* 17. Oktober 1948 in Yellowknife, Kanada; † 13. Mai 2018 in Livingston, Montana) war eine kanadisch-US-amerikanische Schauspielerin. Ihre bekannteste Rolle war die der Lois Lane in den Superman-Filmen.

## Leben und Leistungen
Sie wurde 1948 in den kanadischen Nordwest-Territorien als Tochter von Jill und Kendall Kidder geboren. Ihre Nichte ist die Schauspielerin Janet Kidder. Mit zwölf Jahren hatte Margot Kidder bereits elf Schulwechsel hinter sich. Sie war zeitweise depressiv und dachte mit vierzehn Jahren an Suizid. Ihre Eltern schickten sie auf ein Internat, wo sie ihre ersten Erfahrungen mit der Schauspielerei machte und die weibliche Hauptrolle in Romeo und Julia spielte.
Nach dem Schulabschluss zog sie nach Los Angeles, um eine Schauspielkarriere zu starten. Ein kanadischer Agent entdeckte sie, und so bekam sie 1969 eine Filmrolle in der Komödie Gaily, Gaily. Ein Jahr später erhielt sie die erste Hauptrolle an der Seite von Gene Wilder in dem Film Quackser Fortune hat ’nen Vetter in der Bronx.
Ihr Durchbruch kam mit dem Film Die Schwestern des Bösen von Regisseur Brian De Palma aus dem Jahr 1973. Es war ihre erste Rolle in einem Horrorfilm. Bis 1975 spielte sie noch in den Filmen Der große Reibach, Jessy – Die Treppe in den Tod und 33 Grad im Schatten mit, ehe die Rollen zeitweise nachließen.

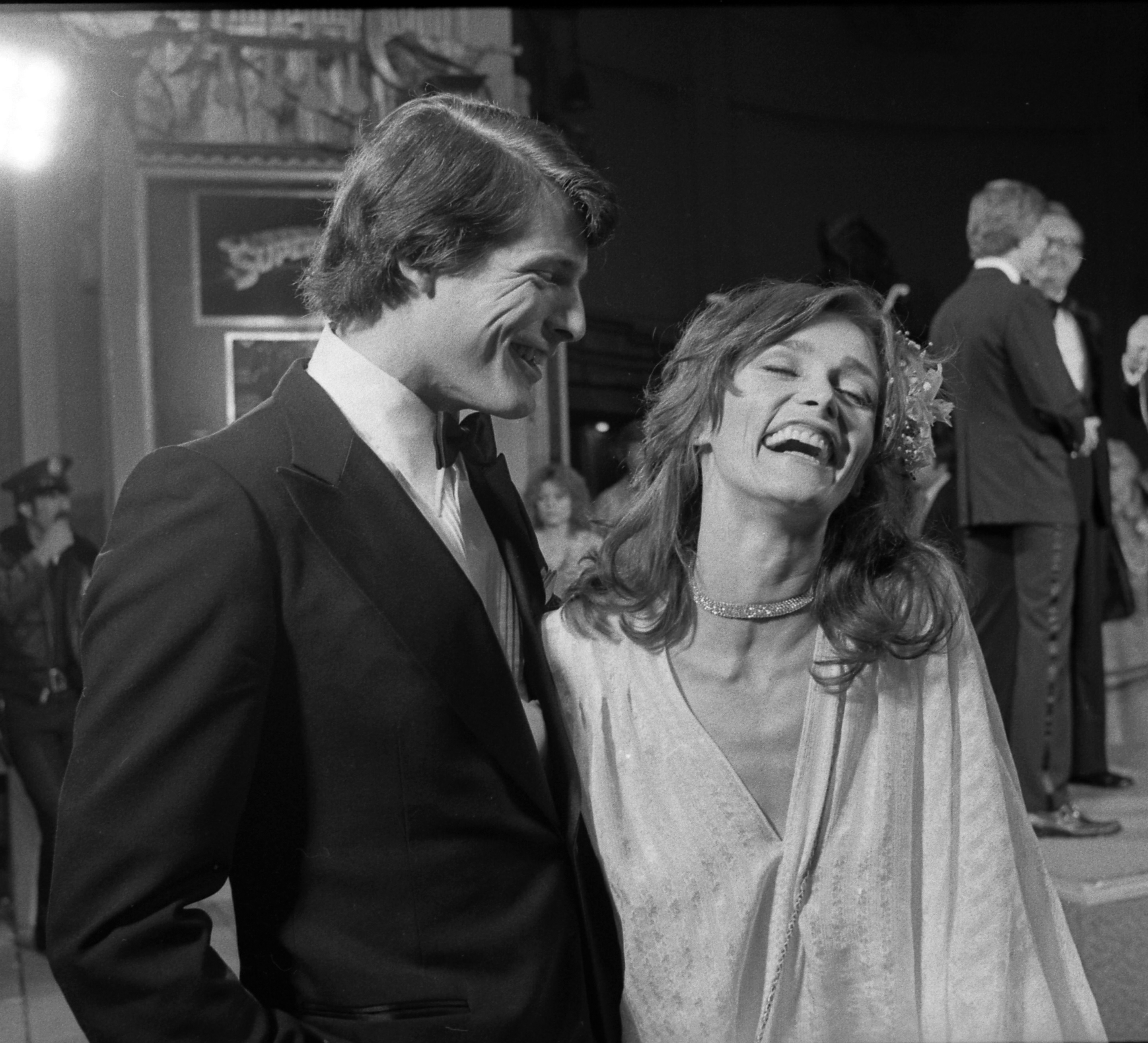
Christopher Reeve und Margot Kidder bei der Hollywood-Premiere von Superman (1978)

Ein großes Comeback im Filmgeschäft erlebte Kidder 1978 mit dem Film Superman in der Rolle der Lois Lane. Sie spielte hierin, wie auch in den Fortsetzungen, die weibliche Hauptrolle an der Seite von Christopher Reeve. 1979 erhielt sie für ihre Leistung in Superman einen Saturn Award in der Kategorie Beste Hauptdarstellerin. Nominierungen für diesen Preis bekam sie 1980 für Amityville Horror und 1982 für Superman II – Allein gegen alle. 1982 gewann sie als beste Hauptdarstellerin einen Genie Award für Der schmale Weg des Glücks.
In den 1980er Jahren folgten weitere Rollen in den Filmen Trenchcoat (1983) und Staubige Dollars (1985), außerdem spielte sie nochmals Lois Lane in Superman III – Der stählerne Blitz (1983) und Superman IV – Die Welt am Abgrund (1987). 1990 hatte Kidder einen schweren Autounfall und verlor in den folgenden zwei Jahren ihr gesamtes Vermögen. Später hatte sie sich von den gesundheitlichen und finanziellen Unfallfolgen erholt und arbeitete wieder als Schauspielerin.
1975 heiratete Kidder den Schauspieler Thomas McGuane. Ein Jahr später bekam sie eine Tochter und ließ sich scheiden. 1979 ehelichte sie den US-amerikanischen Schauspieler John Heard. Noch im selben Jahr scheiterte auch diese Ehe. Im August 1983 heiratete sie den französischen Regisseur Philippe de Broca. Auch diese Ehe hielt nur ein Jahr. Die aus Kanada stammende Kidder nahm 2005 die US-amerikanische Staatsbürgerschaft an.
Kidder starb am 13. Mai 2018 in ihrem Haus in Livingston, Montana, im Alter von 69 Jahren. Sie wurde von einem Freund bewusstlos aufgefunden. Die Todesursache wurde zunächst nicht freigegeben; ihr Agent sagte, dass „sie friedlich im Schlaf starb“, während ihr Freund Jeffrey St. Clair in den Tagen nach ihrem Tod schrieb: „Ich hatte die ganze Woche das Bild von Margie hilflos auf dem Boden in ihrem Haus vor Augen.“ Am 8. August 2018 wurde berichtet, dass Kidders Tod durch eine Überdosis als Selbstmord gewertet wurde. Der Gerichtsmediziner in Park County, Montana, sagte, ihr Tod sei „eine Folge einer selbstverschuldeten Drogen- und Alkoholüberdosis“.

## Politisches Engagement
1991 engagierte Kidder sich gegen den unter amerikanischer Führung begonnenen zweiten Golfkrieg, womit sie ihre Karriere aufs Spiel setzte. 2011 wurde sie bei einem Sit-in gegen den Bau der Keystone-Pipeline vor dem Weißen Haus verhaftet.

## Filmografie (Auswahl)
- 1969: Gaily, Gaily
- 1970: Quackser Fortune hat ’nen Vetter in der Bronx (Quackser Fortune Has a Cousin in the Bronx)
- 1973: Die Schwestern des Bösen (Sisters)
- 1973: Barnaby Jones (Fernsehserie, Folge 2x05 Trial Run for Death)
- 1974: Der große Reibach (The Gravy Train)
- 1974: Jessy – Die Treppe in den Tod (Black Christmas)
- 1975: Die Re-Inkarnation des Peter Proud (The Reincarnation of Peter Proud)
- 1975: 33 Grad im Schatten (92 in the Shade)
- 1975: Tollkühne Flieger (The Great Waldo Pepper)
- 1978: Superman
- 1979: Amityville Horror (The Amityville Horror)
- 1980: Superman II – Allein gegen alle (Superman II)
- 1981: Der schmale Weg des Glücks (Heartaches)
- 1981: Ein besonderer Held (Some Kind of Hero)
- 1983: Trenchcoat
- 1983: Superman III – Der stählerne Blitz (Superman III)
- 1984: Louisiana (Fernsehfilm)
- 1985: Staubige Dollars (Little Treasure)
- 1986: Kopflos – Die Frau aus dem Nichts (Vanishing Act)
- 1987: Superman IV – Die Welt am Abgrund (Superman IV: The Quest for Peace)
- 1992: Jagt den Killer (To Catch a Killer)
- 1993: Mord ist ihr Hobby (Murder, She Wrote, Fernsehserie, Folge 9x16 Threshold of Fear)
- 1994: The Pornographer
- 1994: Den Killer im Nacken (One Woman’s Courage)
- 1994: Henry und Verlin (Henry & Verlin)
- 1995: Ivanhoe, der junge Ritter (Young Ivanhoe)
- 1998: The Clown at Midnight
- 1998: Ein Hauch von Himmel (Touched By An Angel, Fernsehserie, Folge 5x01)
- 1999: Nightmare Man
- 1999: The Hi-Line
- 1999: PSI Factor – Es geschieht jeden Tag (PSI Factor: Chronicles of the Paranormal, Fernsehserie, Folge 3x17 School of Thought)
- 1999: Nikita (La Femme Nikita, Fernsehserie, Folge 3x11 Erinnerungen)
- 2000: Outer Limits – Die unbekannte Dimension (The Outer Limits, Fernsehserie, Folge 6x16 Revival)
- 2001: Law & Order: Special Victims Unit (Law & Order: New York, Fernsehserie, Folge 2x20 Pique)
- 2001: Mission Erde – Sie sind unter uns (Earth: Final Conflict, Fernsehserie, Folge 5x06 Termination)
- 2004: Smallville (Fernsehserie, 2 Folgen)
- 2005: The Last Sign
- 2006: The L Word – Wenn Frauen Frauen lieben (The L Word, Fernsehserie, Folge 3x01 Labia Majora)
- 2009: Halloween 2
- 2012: HENRi
- 2013: Matt’s Chance
- 2013: Real Gangsters
- 2014: Pride of Lions
- 2014: R. L. Stine’s The Haunting Hour (Fernsehserie, Folge 4x04)
- 2014: The Big Fat Stone
- 2017: The Neighborhood
- 2019: Puppy Swap Love Unleashed (Puppy Swap: Love Unleashed)